# 西邊國家公園
24°17′N 77°57′W / 24.28°N 77.95°W
西邊國家公園是巴拿馬的國家公園，位於安德羅斯島西半部，面積6,070平方公里，始建於2002年，有美洲紅鸛、沙氏變色蜥等野生動物棲息。